# Вальдорф
Вальдорф (нем. Walldorf) — город в Германии, в земле Баден-Вюртемберг.
Подчинён административному округу Карлсруэ. Входит в состав района Рейн-Неккар. Население 14 708 чел. Занимает площадь 19,91 км². Официальный код — 08 2 26 095.
Вальдорф расположен в 15 км к югу от Гейдельберга. В Вальдорфе расположен крупнейший в Европе производитель программного обеспечения SAP.
Вальдорф также знаменит своей белой спаржей — традиционным немецким овощем.
В 1880 году в США Генеральная Ассамблея Мэриленда своим актом изменила название населённого пункта Бинтаун на «Waldorf» в честь Уильяма Уолдорфа Астора, правнука Джона Джейкоба Астора, который родился в городе Вальдорфе (по-английски Вальдорф и Уолдорф пишутся одинаково).

## Фотографии

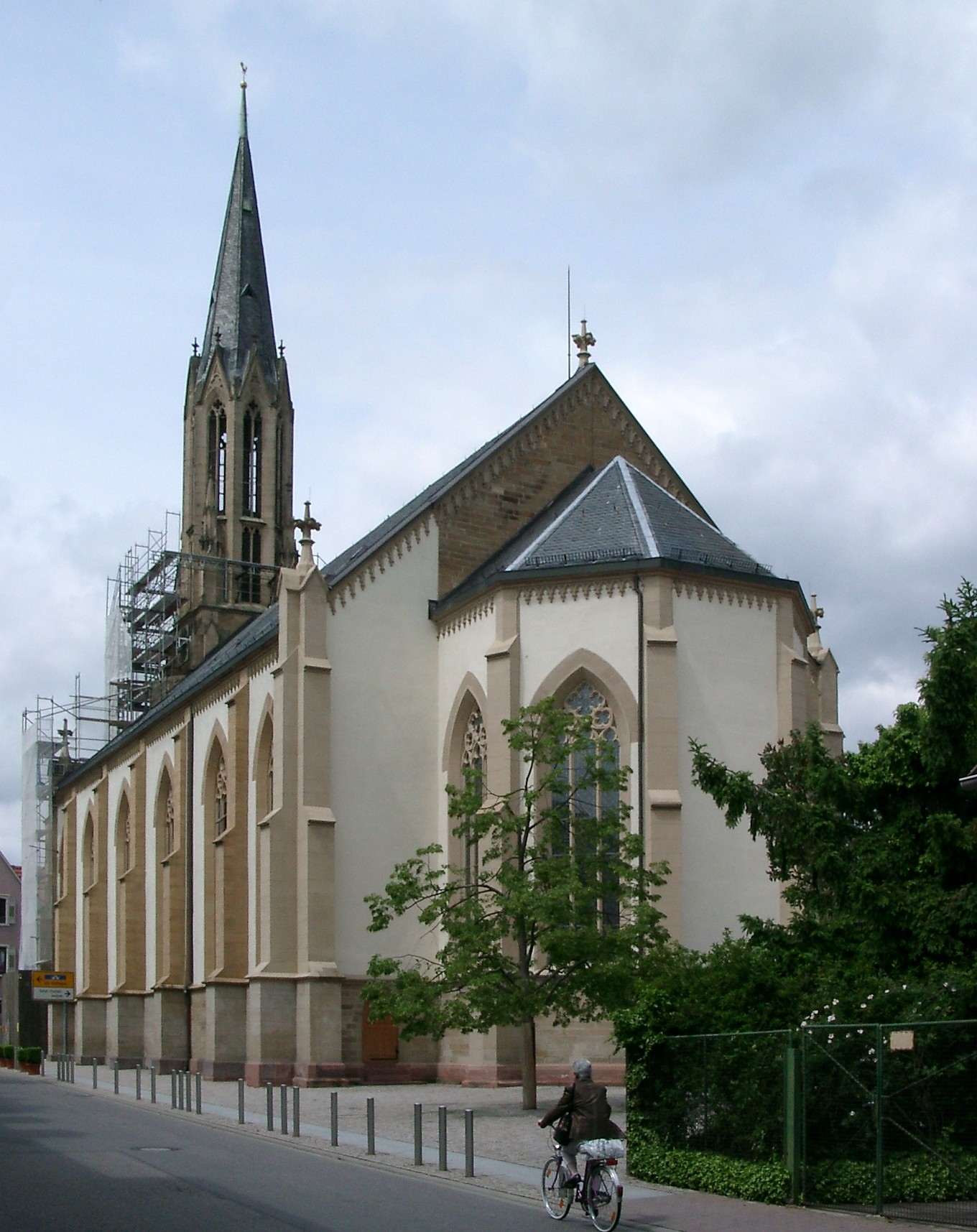
Церковь
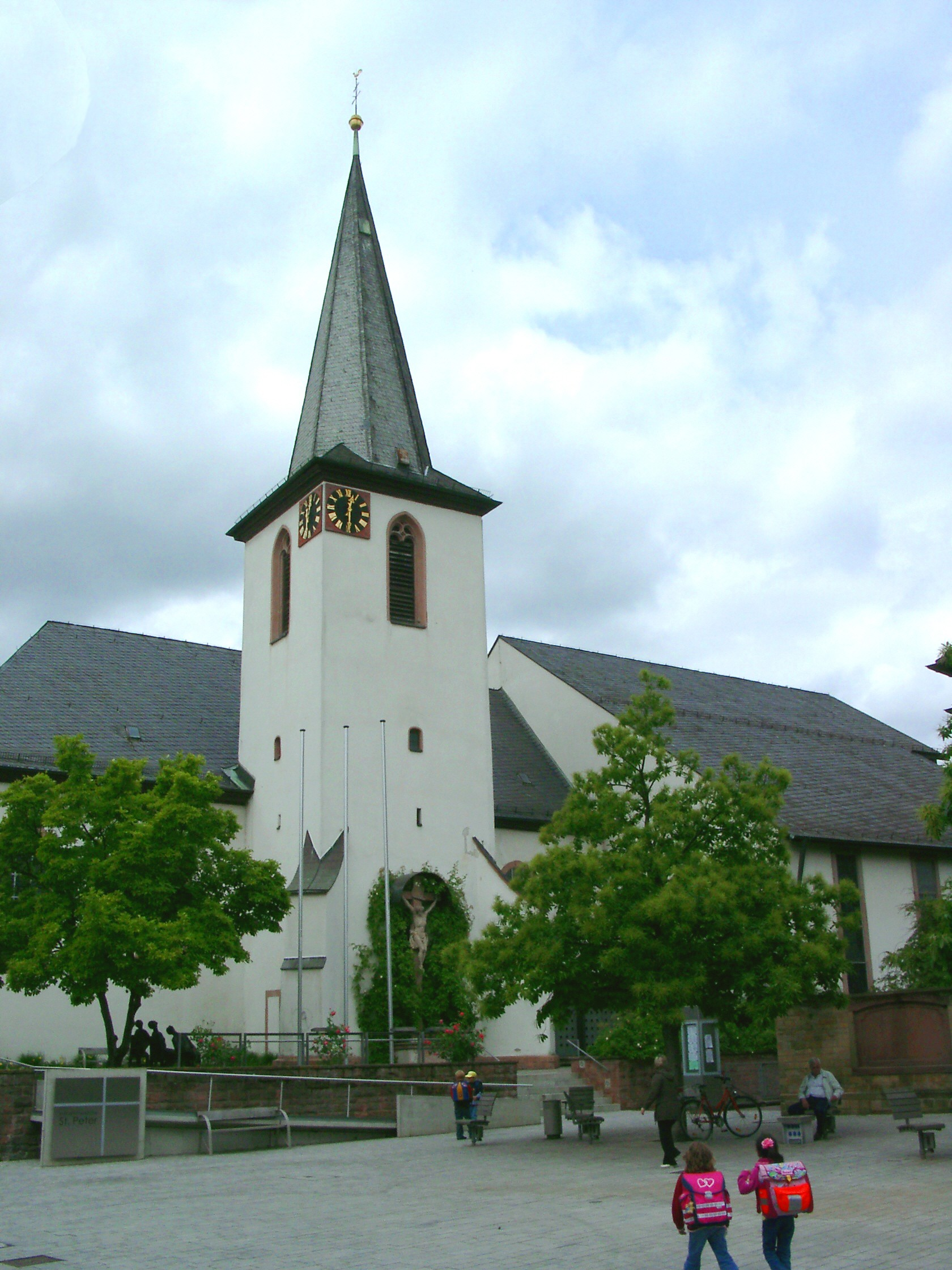
Церковь
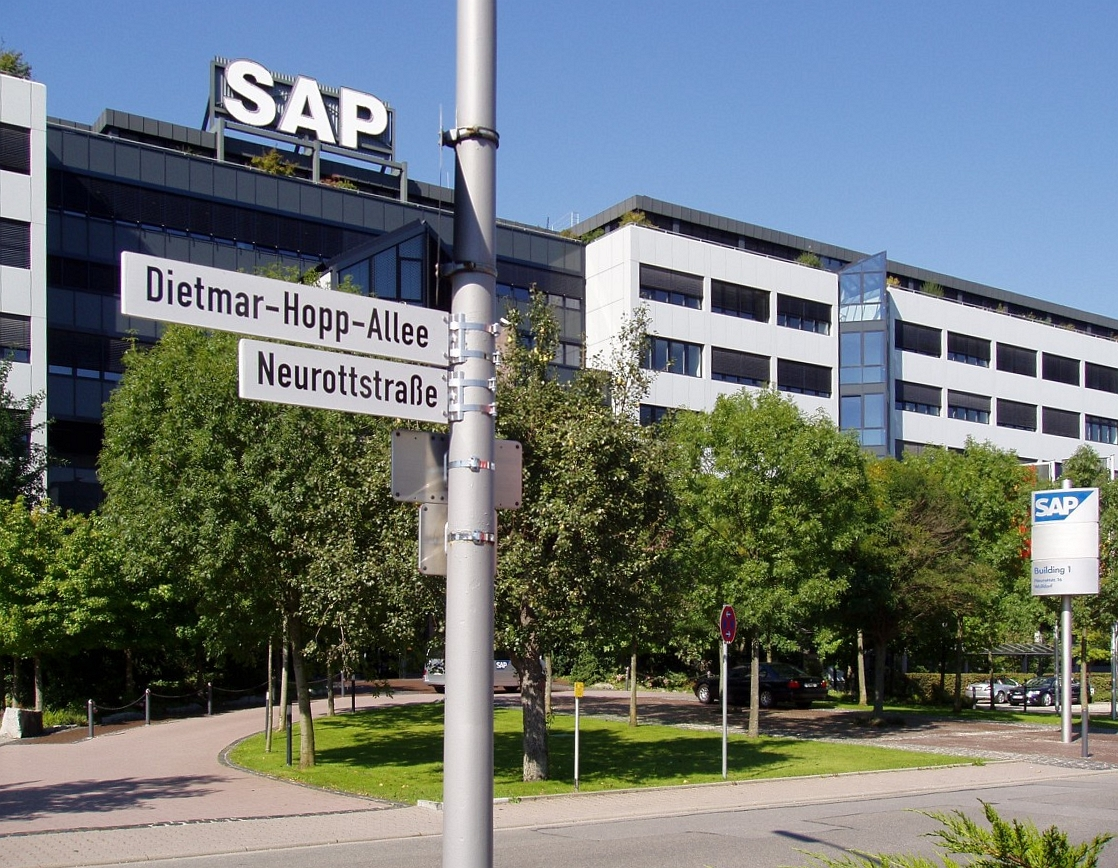